# Chicago X
Chicago X är ett musikalbum av Chicago. Albumet släpptes i juni 1976 på Columbia Records. Chicago X innehöll balladen "If You Leave Me Now" som blev en stor internationell hitsingel, men var också mycket otypisk för gruppen eftersom den knappt innehöll några bleckblåsinstrument. Det var producenten James William Guercio som slutligen såg till att låten kom med på albumet då flera av gruppmedlemmarna inte riktigt tyckte låten passade in med den övriga musiken på albumet, även om de gillade låten. Albumets omslag var denna gång designad som en öppnad chokladkaka och vann en Grammy för årets skivomslag.

## Låtlista
1. "Once or Twice"
2. "You Are on My Mind"
3. "Skin Tight"
4. "If You Leave Me Now"
5. "Together Again"
6. "Another Rainy Day in New York"
7. "Mama Mama"
8. "Scrapbook"
9. "Gently I'll Wake You"
10. "You Get It Up"
11. "Hope for Love"

## Listplaceringar
| Lista (1976-1977) | Position             |
| ----------------- | -------------------- |
| Danmark           | 11 (DR "Top 20")     |
| Kanada            | 3 (RPM)              |
| Nederländerna     | 4                    |
| Norge             | 7 (VG-lista)         |
| Nya Zeeland       | 6                    |
| Storbritannien    | 21 (UK Albums Chart) |
| Sverige           | 6 (Topplistan)       |
| USA               | 3 (Billboard 200)    |
| Västtyskland      | 5                    |
| Österrike         | 18                   |